# Beauquesne
Beauquesne est une commune française située dans le département de la Somme en région Hauts-de-France.

## Géographie

### Localisation
Beauquesne est un bourg picard de l'Amiénois.
À vol d'oiseau, la commune est située à 9 km au sud-est de Doullens, 10 km à l'ouest d'Acheux-en-Amiénois, 10 km au sud-ouest de Pas-en-Artois, 20 km au nord-ouest d'Albert, 22 km au nord d'Amiens et à 36 km au sud-est d'Arras.
Le territoire de la commune est limitrophe de ceux de neuf communes.
Les communes limitrophes sont  Beauval, La Vicogne, Marieux, Orville, Puchevillers, Raincheval, Sarton, Talmas et Terramesnil.

### Géologie et relief, hydrographie
Le sol de la commune est composé d'argile tertiaire chargé en silex sur une profondeur qui peut atteindre 12 mètres. On trouve également dans des entonoirs de craie des phosphates et des sables blancs ou rouges. On trouve des fossiles de Belemnites dans les couches du Crétacé.
Le relief de la commune est celui d'un plateau coupé au nord-ouest, au sud et au sud-est par quelques collines. Le point culminant de la commune atteint 162 m.
Aucun cours d'eau ne traverse la commune. La nappe phréatique se trouve à 60 m en dessous du niveau du sol.

### Hydrographie
La commune est située dans le bassin Artois-Picardie. Elle n'est drainée par aucun cours d'eau.

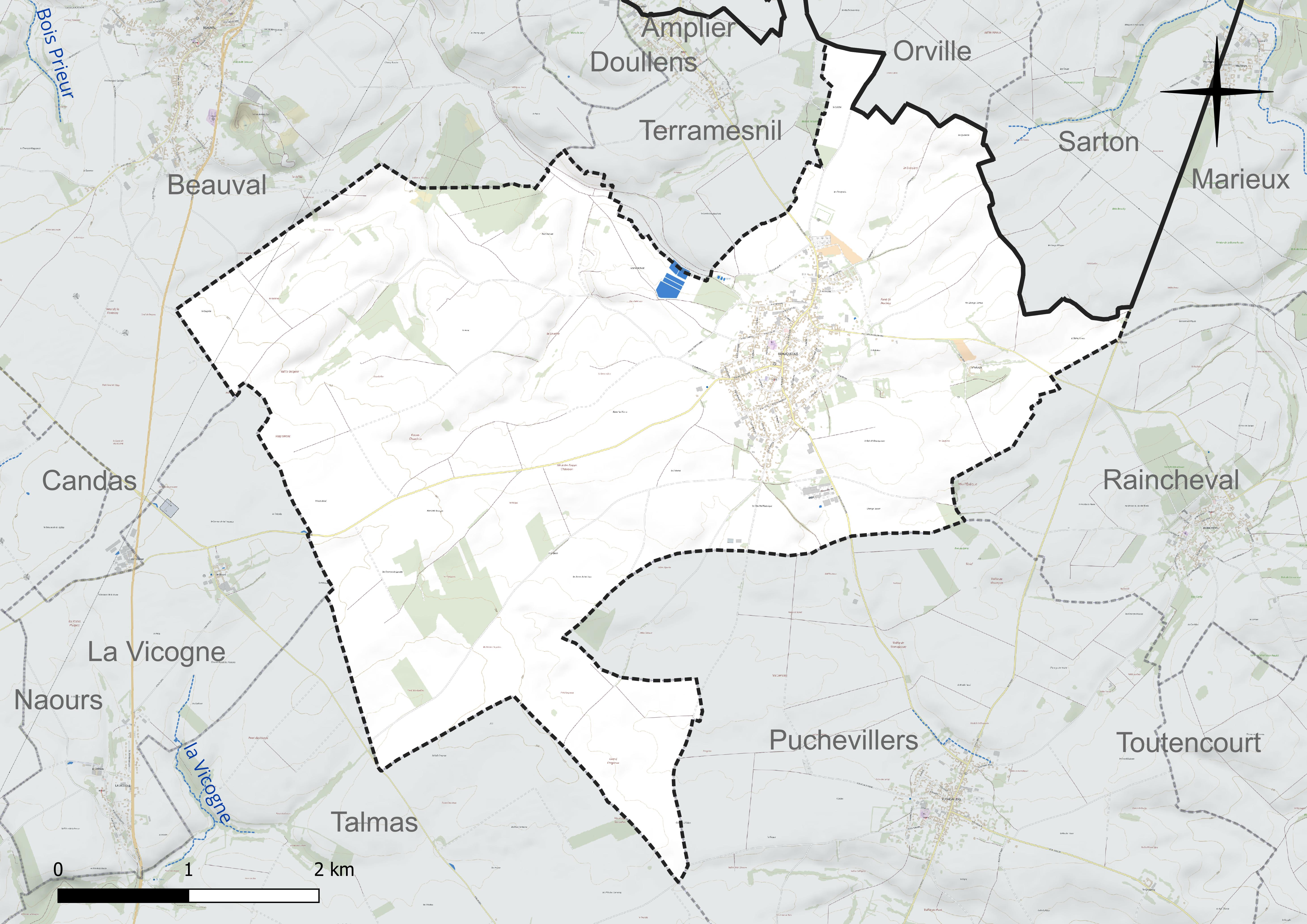
Réseau hydrographique de Beauquesne.

### Climat
Pour des articles plus généraux, voir Climat des Hauts-de-France et Climat de la Somme.
En 2010, le climat de la commune est de type climat des marges montargnardes, selon une étude du CNRS s'appuyant sur une série de données couvrant la période 1971-2000. En 2020, Météo-France publie une typologie des climats de la France métropolitaine dans laquelle la commune est exposée à un climat océanique et est dans une zone de transition entre les régions climatiques « Nord-est du bassin Parisien » et « Côtes de la Manche orientale ».
Pour la période 1971-2000, la température annuelle moyenne est de 9,9 °C, avec une amplitude thermique annuelle de 14,4 °C. Le cumul annuel moyen de précipitations est de 826 mm, avec 12,5 jours de précipitations en janvier et 9,2 jours en juillet. Pour la période 1991-2020, la température moyenne annuelle observée sur la station météorologique la plus proche, située sur la commune de Saulty à 17 km à vol d'oiseau, est de 10,4 °C et le cumul annuel moyen de précipitations est de 899,7 mm,. Pour l'avenir, les paramètres climatiques de la commune estimés pour 2050 selon différents scénarios d'émission de gaz à effet de serre sont consultables sur un site dédié publié par Météo-France en novembre 2022.

## Urbanisme
La commune présente un habitat groupé.

### Typologie
Au 1er janvier 2024, Beauquesne est catégorisée bourg rural, selon la nouvelle grille communale de densité à sept niveaux définie par l'Insee en 2022.
Elle est située hors unité urbaine. Par ailleurs la commune fait partie de l'aire d'attraction d'Amiens, dont elle est une commune de la couronne,. Cette aire, qui regroupe 369 communes, est catégorisée dans les aires de 200 000 à moins de 700 000 habitants,.

### Habitat et logement
En 2018, le nombre total de logements dans la commune était de 591, alors qu'il était de 560 en 2013 et de 510 en 2008.
Parmi ces logements, 88,7 % étaient des résidences principales, 1,7 % des résidences secondaires et 9,6 % des logements vacants. Ces logements étaient pour 96,6 % d'entre eux des maisons individuelles et pour 3 % des appartements.
Le tableau ci-dessous présente la typologie des logements à Beauquesne en 2018 en comparaison avec celle de la Somme et de la France entière. Une caractéristique marquante du parc de logements est ainsi une proportion de résidences secondaires et logements occasionnels (1,7 %) inférieure à celle du département (8,3 %) mais supérieure à celle de la France entière (9,7 %). Concernant le statut d'occupation de ces logements, 79,4 % des habitants de la commune sont propriétaires de leur logement (80,3 % en 2013), contre 60,3 % pour la Somme et 57,5 pour la France entière.
| Typologie                                               | Beauquesne | Somme | France entière |
| ------------------------------------------------------- | ---------- | ----- | -------------- |
| Résidences principales (en %)                           | 88,7       | 83,3  | 82,1           |
| Résidences secondaires et logements occasionnels (en %) | 1,7        | 8,3   | 9,7            |
| Logements vacants (en %)                                | 9,6        | 8,4   | 8,2            |

### Occupation des sols
L'occupation des sols de la commune, telle qu'elle ressort de la base de données européenne d'occupation biophysique des sols Corine Land Cover (CLC), est marquée par l'importance des territoires agricoles (94,8 % en 2018), une proportion sensiblement équivalente à celle de 1990 (95 %). La répartition détaillée en 2018 est la suivante : 
terres arables (83,5 %), prairies (11,3 %), zones urbanisées (4,3 %), forêts (1 %). L'évolution de l'occupation des sols de la commune et de ses infrastructures peut être observée sur les différentes représentations cartographiques du territoire : la carte de Cassini (XVIIIe siècle), la carte d'état-major (1820-1866) et les cartes ou photos aériennes de l'IGN pour la période actuelle (1950 à aujourd'hui).

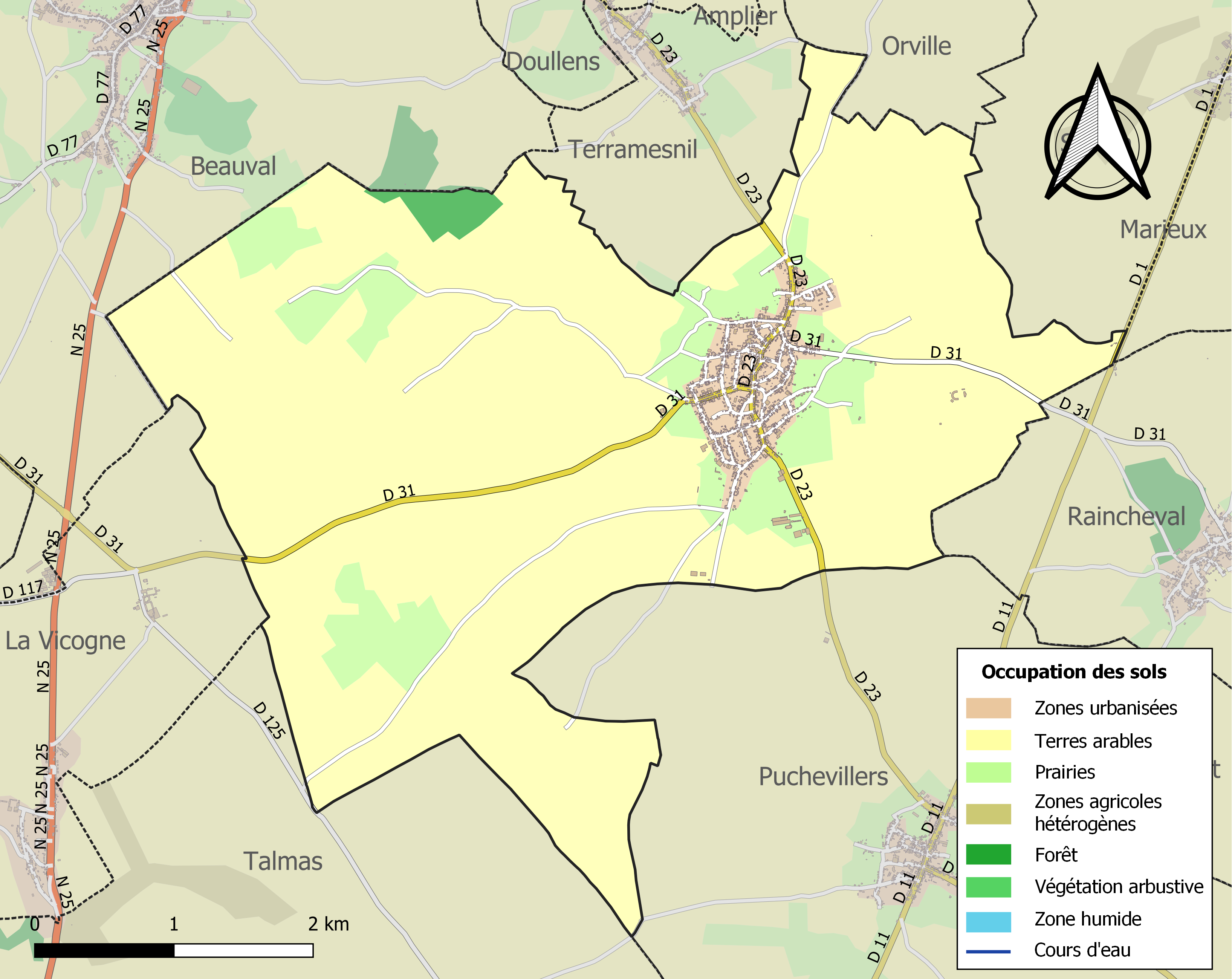
Carte des infrastructures et de l'occupation des sols de la commune en 2018 (CLC).

### Voies de communication et transports
En 2019, la localité est desservie par la ligne d'autocars no 723 (Doullens - Beauquesne - Amiens) du réseau Trans'80, Hauts-de-France, tous les jours sauf le dimanche et les jours fériés, ainsi que la ligne 725, ligne de marché qui donne accès à Doullens.

## Toponymie
On trouve plusieurs formes pour désigner Beauquesne dans les textes anciens : Bellequercus, Belcanœ, Belcaine, Biaukaine et enfin Beauquesne.
Deux étymologies expliquent le nom de Beauquesne (« Bieutchène » en picard). Celles-ci s'accordent néanmoins sur la présence en ce lieu d'un chêne, soit un chêne se distinguant par sa beauté, soit un chêne consacré à la divinité gauloise Belenos,.

## Histoire

### Moyen Âge
Le roi des Francs Charles le Chauve accorda la terre de Beauquesne au comte de Flandre. Au Xe siècle, la terre de Beauquesne passa aux Comtes de Saint-Pol puis dans des circonstances restées obscures, la châtellenie de Beauquesne alla au comte d'Amiens puis au comte de Vermandois puis par Isabelle de Vermandois épouse de Philippe d'Alsace comte de Flandre qui fit construire, au XIIe siècle (vers 1182), un château fort. dont subsiste la motte castrale (ruelle du Vieux Château). Un réseau de muches (souterrains-refuges) a été creusé dès la construction du château[réf. nécessaire].
À la mort de Philippe d'Alsace, en 1191, le comté d'Amiens et la châtellenie de Beauquesne furent rattachés à la couronne de France. Beauquesne devint le siège d'une prévôté royale à partir du règne de Philippe Auguste. Le sceau et le contre-sceau de cette prévôté sont conservés aux Archives nationales
L'existence d'un échevinage à Beauquesne est attesté en 1202, on ne sait si la commune existait auparavant.

### Époque moderne
Beauquesne est incendié en 1553 par le duc de Savoie et en 1595 à pendant les Guerres de religion des combats se déroulèrent entre Doullens et Beauquesne au cours desquels meurent le duc de Villars et le duc de Bouillon. durant les XVIe et XVIIe siècles.
La prévôté royale est supprimée par un édit de Louis XV en septembre 1748.
Le château fort de Beauquesne est démantelé sur ordre de Richelieu. À la veille de la Révolution française ses ruines sont vendues. Le site se trouve à l'angle sud-est de l'actuelle place publique.
Le 13 janvier 1750, les pavés sont retirés des rues de Beauquesne et servent à regarnir celles de la ville de Doullens.
La commune est en grande partie détruite par un incendie survenu dans la nuit du 27 au 28 prairial an VI (15 au 16 juin 1798)[réf. nécessaire].

### Époque contemporaine

#### XIXe siècle

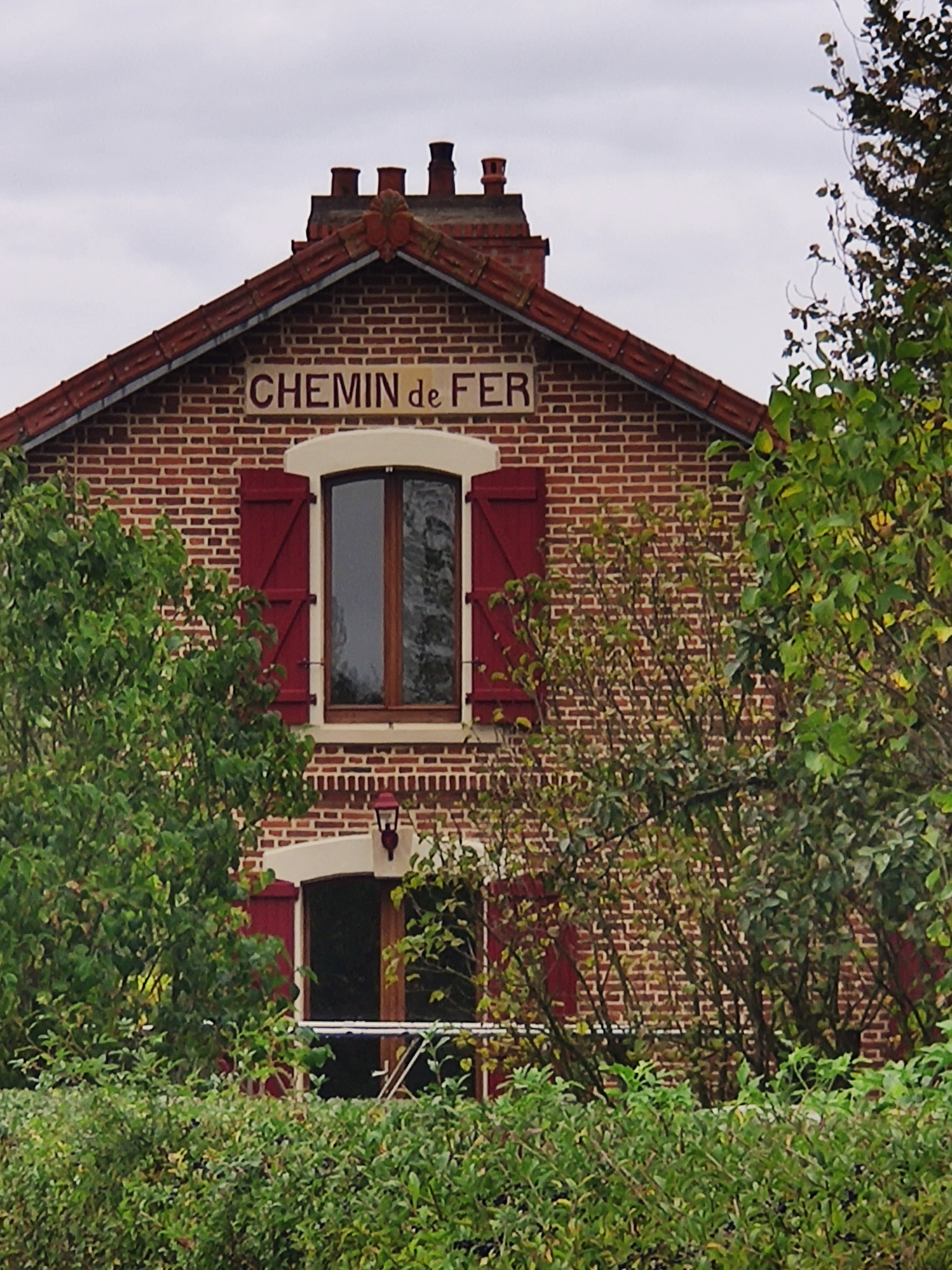
La gare de de Raincheval-Arquèvres, située sur le territoire communal de Beauquesne, en 2019.

La commune de Beauquesne est desservie de 1889 à 1949 par un chemin de fer secondaire à voie métrique de la ligne d'Albert à Doullens des chemins de fer départementaux de la Somme. Cette ligne a permis le développement de l'extraction de phosphate découvert dans la commune en 1885 et de silex ainsi que le transport de la production de textile, briques, tuiles vers les centres de consommation de Doullens, Albert ou Amiens.
En 1897, l'activité économique de Beauquesne est assez diversifiée : 
- 150 personnes travaillaient le lin ;
- 47 travaillaient dans le bâtiment ;
- 28 travaillaient le cuir ;
- 25 ouvriers extrayaient le phosphates
- deux briqueteries employaient 15 ouvriers ;
- 15 personnes travaillaient dans l'ameublement ;
- 14 dans l'habillement ;
- il y avait dans la commune 13 forgerons ;
- 12 charrons ;
- 9 personnes travaillaient dans l'alimentation ;
- 5 à l'extraction de silex ;
- deux moulins à vent fonctionnaient dans la commune[7].

#### Première Guerre mondiale
Le château du est, durant la Première Guerre mondiale, le siège de l'État-major anglais commandé par le Maréchal Haig. Situé à une vingtaine de kilomètres du front, il accueille d'illustres personnages comme le roi George V, le président Poincaré ou le général Foch afin de mettre en place une nouvelle stratégie militaire, lors de la constitution du commandement unique des forces alliées confiée à Foch,.

Le roi George V, le Maréchal Haig et le général Geoffrey Feilding au château de Beauquesne, le 12 août 1916
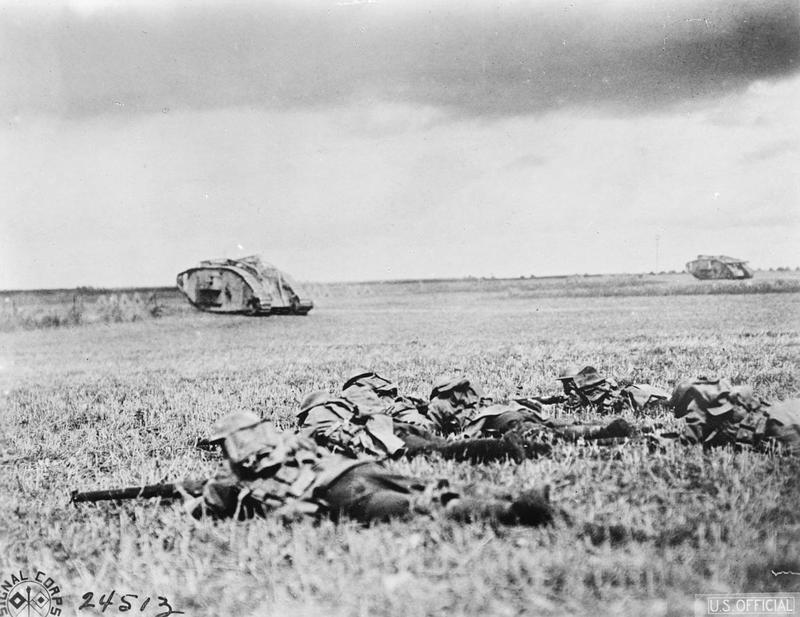
Tanks et fantassins près de Beauquesne le 13 septembre 1918.

## Politique et administration

### Rattachements administratifs et électoraux
La commune se trouve depuis 1926 dans l'arrondissement d'Amiens du département de la Somme. Pour l'élection des députés, elle fait partie depuis 1988 de la quatrième circonscription de la Somme.
Elle fait partie depuis 1801 du canton de Doullens. Dans le cadre du redécoupage cantonal de 2014 en France, ce canton, dont la commune est toujours membre, est modifié, passant de 14 à 44  communes.

### Intercommunalité
La commune était  membre de la communauté de communes du Doullennais, créée fin 1992.
Dans le cadre des dispositions de la loi portant nouvelle organisation territoriale de la République du 7 août 2015, qui prévoit que les établissements publics de coopération intercommunale (EPCI) à fiscalité propre doivent avoir un minimum de 15 000 habitants, celle-ci a fusionné avec ses voisines pour former, le 1er janvier 2017, la communauté de communes du Territoire Nord Picardie, dont la commune est désormais membre.

### Liste des maires
| Période                                  | Période                      | Identité         | Étiquette | Qualité |
| ---------------------------------------- | ---------------------------- | ---------------- | --------- | --- |
| Les données manquantes sont à compléter. |                              |                  |           | |
| mars 2001                                | En cours (au 8 octobre 2020) | François Durieux |           | Vice-président de la CC du Doullennais (2014 → 2016) Vice-président de la CC du Territoire Nord Picardie (2017 → ) Réélu pour le mandat 2020-2026, |

## Équipements et services publics

### Enseignement
La commune possède un groupoe scolaire public, l'école « Les Charmilles » construit en 1991 pour regrouper les quatre classes de primaires et les deux de maternelles qui existaient auparavant. Depuis 2018, cette école de 7 classes accueille de 170 à 180 élèves. Une nouvelle classe est construite en 2021, permettant d'agrandir la cantine.
Une maison familiale rurale est implantée dans la commune, et qui comprend un Centre de formation d'apprentis,.

### Culture
La commune dispose d'une bibliothèque, implantée au premier étage d'un bâtiment et donc non-accessible aux personnes à mobilité réduite. Elle sera remplacée par un nouvel équipement dont la livraison est prévue fin 2022 et situé à l'angle de la rue du Bac et de la rue de l'Église, près de l'espace de vie sociale et non loin de l'école. Le nouveau bâtiment de 160 m2 conçu par le cabinet Astelle architecture, de Péronne, fonctionnera avec le réseau de bibliothèques de la communauté de communes du Territoire Nord Picardie et proposera des animations autour du livre, ainsi que des spectacles ou des résidences d'auteurs.

### Santé
En 2021, le bourg accueille une micro-crèche, un pôle médical avec plusieurs médecins généralistes, des infirmières, kinésithérapeute, podologue, pédicure et ostéopathe.

### Justice, sécurité, secours et défense
La commune se dote en 2021 d'un système de vidéosurveillance afin de protéger les entreés et certains équipements du bourg, pourtant très calme, comme le terrain de football qui abrite le city-stade et qui aura bientôt de nouveaux vestiaires.

## Population et société

### Démographie
L'évolution du nombre d'habitants est connue à travers les recensements de la population effectués dans la commune depuis 1793. Pour les communes de moins de 10 000 habitants, une enquête de recensement portant sur toute la population est réalisée tous les cinq ans, les populations de référence des années intermédiaires étant quant à elles estimées par interpolation ou extrapolation. Pour la commune, le premier recensement exhaustif entrant dans le cadre du nouveau dispositif a été réalisé en 2008.

En 2022, la commune comptait 1 341 habitants, en évolution de −1,4 % par rapport à 2016 (Somme : −1,26 %, France hors Mayotte : +2,11 %).
| 1793  | 1800  | 1806  | 1821  | 1831  | 1836  | 1841  | 1846  | 1851  |
| ----- | ----- | ----- | ----- | ----- | ----- | ----- | ----- | ----- |
| 2 046 | 2 032 | 2 191 | 2 262 | 2 705 | 2 590 | 2 651 | 2 684 | 2 707 |

| 1856  | 1861  | 1866  | 1872  | 1876  | 1881  | 1886  | 1891  | 1896  |
| ----- | ----- | ----- | ----- | ----- | ----- | ----- | ----- | ----- |
| 2 800 | 2 871 | 3 003 | 2 658 | 2 658 | 2 286 | 2 249 | 2 402 | 2 115 |

| 1901  | 1906  | 1911  | 1921  | 1926  | 1931  | 1936  | 1946  | 1954  |
| ----- | ----- | ----- | ----- | ----- | ----- | ----- | ----- | ----- |
| 2 010 | 1 842 | 1 688 | 1 464 | 1 393 | 1 352 | 1 324 | 1 213 | 1 240 |

| 1962  | 1968  | 1975  | 1982  | 1990  | 1999  | 2006  | 2008  | 2013  |
| ----- | ----- | ----- | ----- | ----- | ----- | ----- | ----- | ----- |
| 1 242 | 1 265 | 1 194 | 1 139 | 1 147 | 1 176 | 1 271 | 1 291 | 1 365 |

| 2018  | 2022  | - | - | - | - | - | - | - |
| ----- | ----- | - | - | - | - | - | - | - |
| 1 318 | 1 341 | - | - | - | - | - | - | - |

### Musique
Fondée en 1869 la fanfare Union et progrès, ancêtre de l'harmonie actuelle réorganisée pour la dernière fois en 1926, comptait alors une vingtaine de musiciens. Elle devient ensuite Musique municipale en 1880 et le restera jusqu'en 1985.
Juin 1937 : la société musicale de Beauquesne participe à la Fête des archers de Doullens. Présidés par André Thuillier, les trente musiciens dirigés par le chef Henri Strich, y ont exécuté ces trois morceaux Montrevel en fête (pas redoublé de L. Chanel), Émulation (ouverture de L. Canivez) et Lotus Bleu (valse de Francis Popy).
L'orchestre, portant désormais le nom d'Harmonie, compte à présent[Quand ?] une soixantaine de musiciens.
Créée en 1981, l'école de musique compte aujourd'hui[Quand ?] une centaine d'élèves inscrits.

### Manifestations culturelles et festivités
Culture à la ferme : la  treizième édition de l'opération « À cour ouverte », organisée par l'association Culture à la ferme, a eu lieu en septembre/octobre  2021,.

### Sports
Au championnat de France de ballon au poing qui se dispute traditionnellement le 15 août sur le ballodrome d'Amiens situé à La Hotoie, Beauquesne est régulièrement champion de France catégorie Excellence avec des victoires en 2011, 2013, 2014, 2016, 2018 et 2019,.
L'Union sportive de Beauquesne, un club de foot-ball, est relancée en 2019. En 2020, elle compte une équipe senior et deux de footballeurs en herbe en catégories U10 (nés en 2010) et U12 (nés en 2009), ainsi qu'une équipe féminine

## Culture locale et patrimoine

### Lieux et monuments
- Église Saint-Jean-Baptiste, qui possède un clocher gothique à quatre étages du XIIIe siècle, est le seul élément subsistant de l'ancienne église. Il est inscrit à l'inventaire des monuments historiques[46]. 
L'église actuelle, construite en briques de style néo-roman début XXe siècle, remplace l'édifice précédent du XIIIe siècle[a 5],[47]. La mosaïque qu'elle renferme, Les anges du sacrifice et de la victoire, a été réalisée par Gustave Riquet.

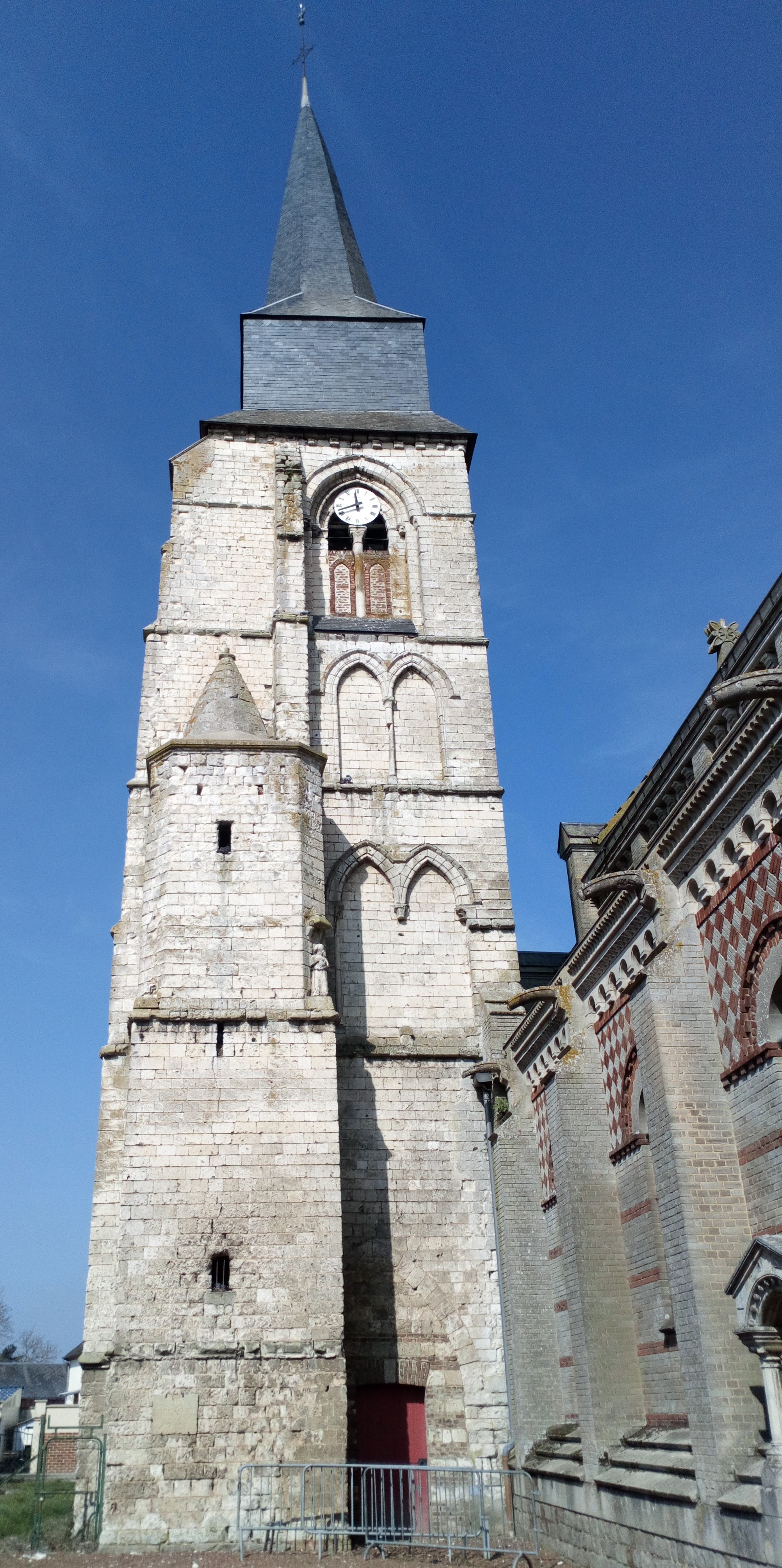
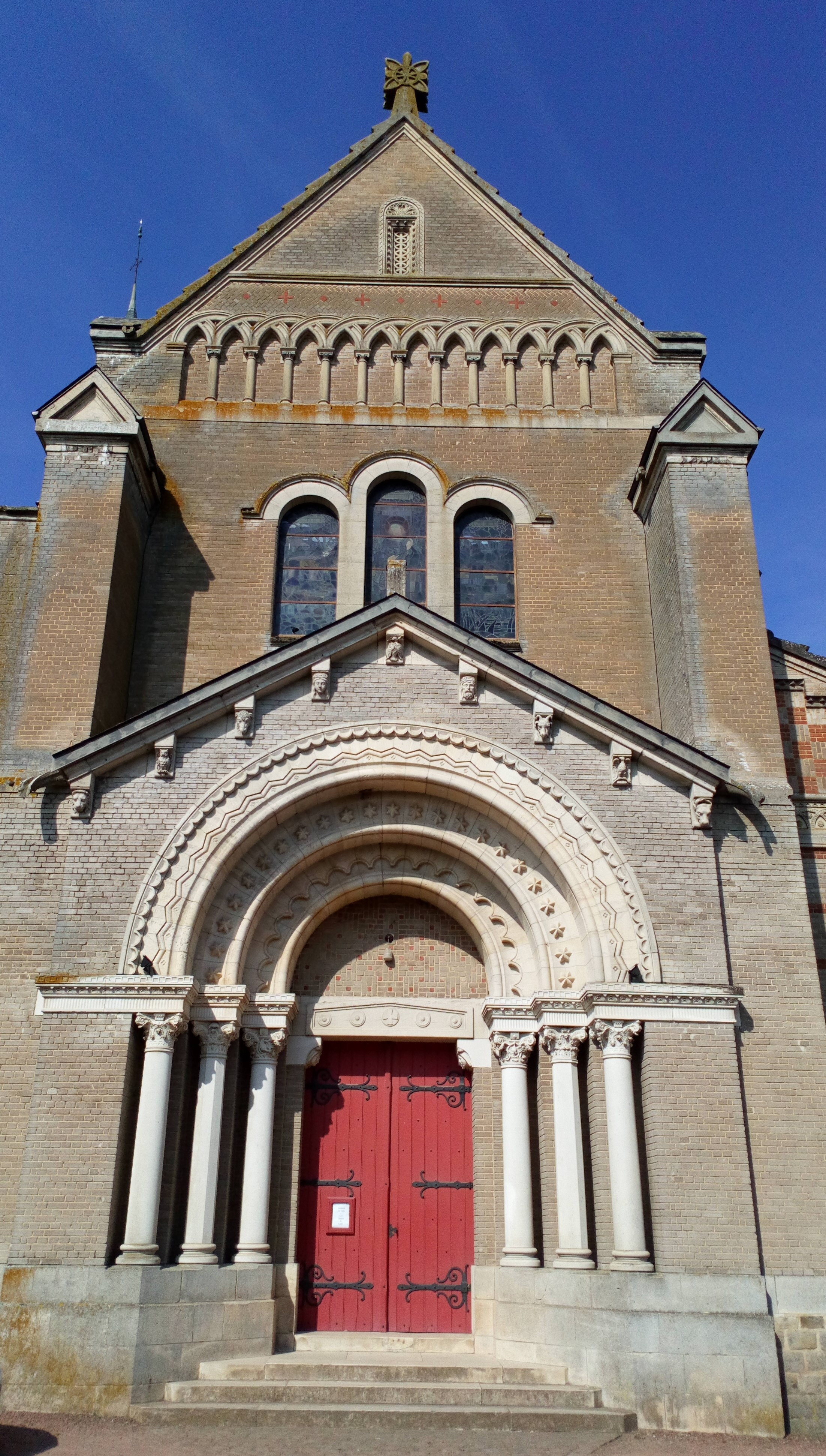
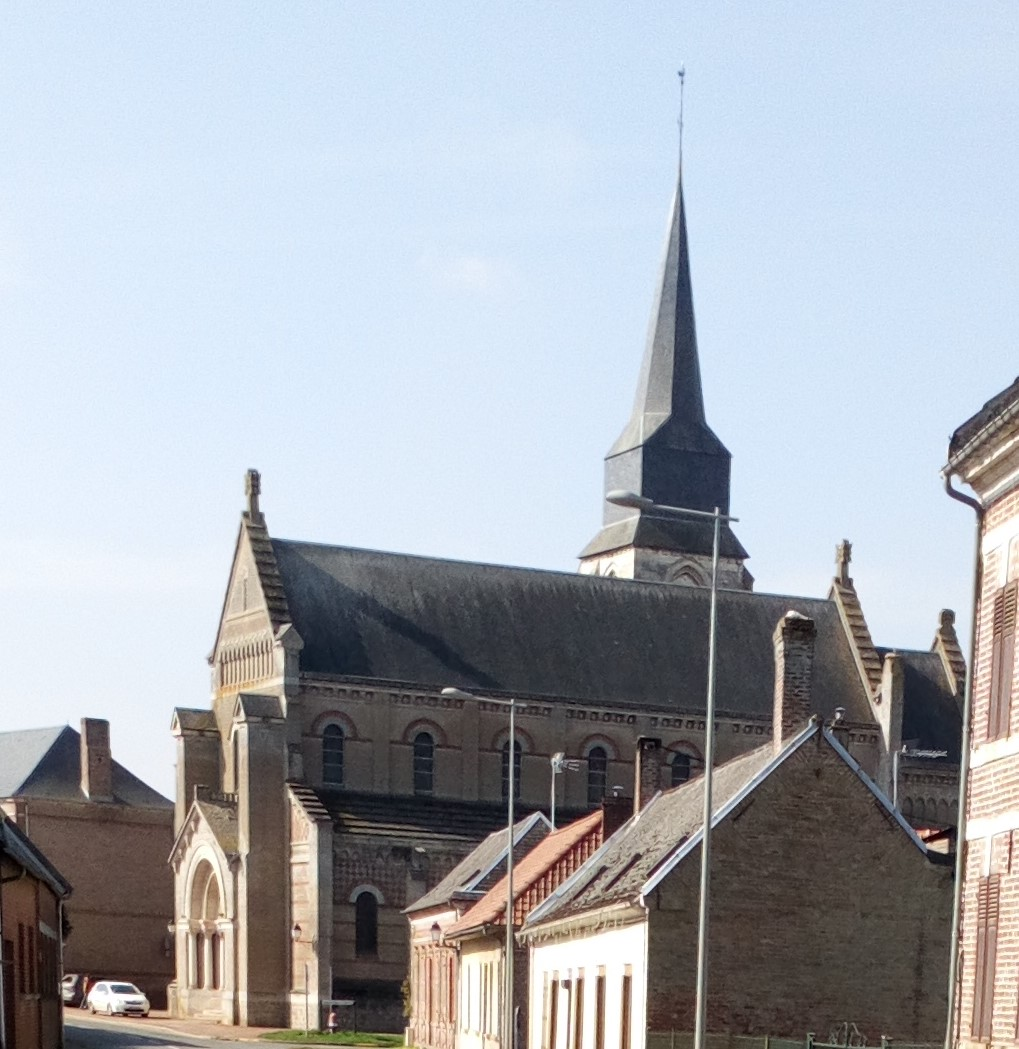

- Bâtiments de l'ancienne coopérative agricole : lancienne usine textile Deneux Frères, puis Coopérative agricole « le Réveil Agricole de Picardie », rue de la Gare/ 	13 porte de Doullens, est mentionnée depuis 1929[48]. Un silo métallique  a été construit dans les années 1970.
Le site de Beauquesne est délaissé par Agro-Picardie, qui regroupe plusieurs coopératives agricoles, il est racheté par la commune en 2005.
Sur l'ancien site agricole, le hangar a été transformé en salle de sport, tandis que la tour métallique a été aménagée en salle de réunions et d'expositions au rez-de-chaussée, en médiathèque à l'étage[25] L'équipement est décoré de sculptures métalliques de Dany Floret, La Méridienne et Le Totem du silo[49]

### Personnalités liées à la commune
- Charles Jay (1911-1988), second grand prix de Rome de composition en 1945, et directeur du conservatoire de musique d'Amiens, réside régulièrement à Beauquesne. À ce titre, il y écrit et dédie une pièce pour l'harmonie locale, la messe Lumière et joie créée en décembre 1971[réf. nécessaire].

### Héraldique
| Blason de Beauquesne | Blason  | Parti au premier d'azur chargé d'une demi fleur de lys d'or, au deuxième d'or au chêne ramifié et arraché de sinople. Ornements extérieursCroix de guerre 1914-1918 avec palme. Citation à l'ordre de l'Armée du 3 novembre 1920 : « courageuse située dans la zone de combat pendant la guerre, dont les habitants ont supporté sans faiblesse de fréquents bombardements qui l'ont en partie détruite. S'est signalée par une belle ténacité dans le succès de nos armes. » |
| Blason de Beauquesne | Détails | Les armes de la commune dont l'origine remonte au Moyen Âge ont toujours comporté un chêne, comme en témoigne le sceau de l'échevinage de 1260. Il s'agit d'armes parlantes (quesne signifiant chêne en picard. Le statut officiel du blason reste à déterminer. |

## Pour approfondir